# قرار مجلس الأمن التابع للأمم المتحدة رقم 739
قرار مجلس الأمن التابع للأمم المتحدة رقم 739، المعتمد بدون تصويت في 5 فبراير 1992، وبعد النظر في طلب جمهورية مولدوفا الانضمام إلى عضوية الأمم المتحدة، أوصى المجلس الجمعية العامة بقبول مولدوفا.